# Joseph Böhm

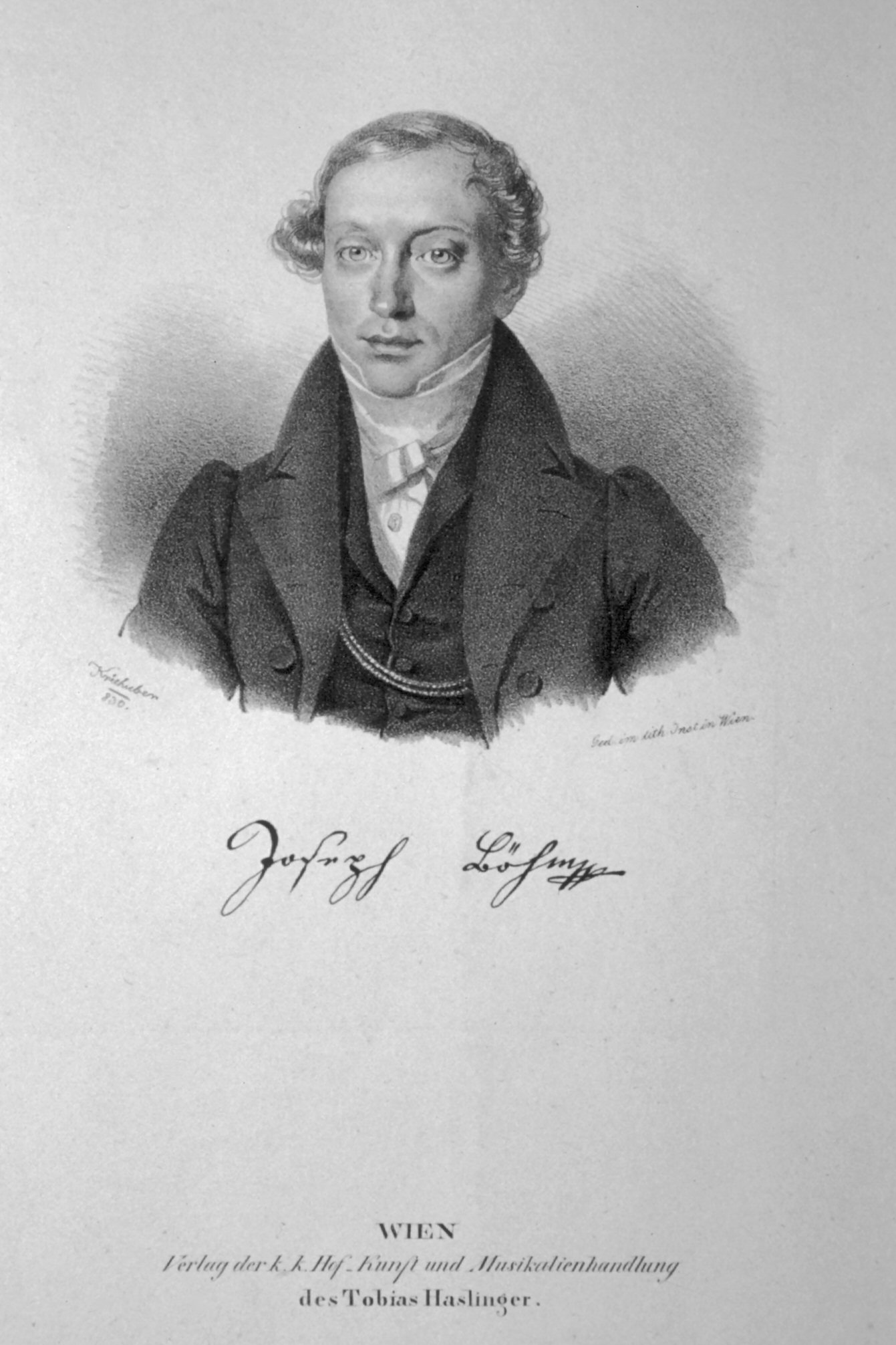
Josef Böhm, lithografie van Josef Kriehuber, 1830

Joseph Böhm (Hongaars: Böhm József); Pest, 4 april 1795 – Wenen, 28 maart 1876) was een Oostenrijks-Hongaars violist, componist en als docent en directeur van het Weens Conservatorium grondlegger van de Weense vioolschool.
Böhm werd geboren in Pest in een Joodse familie Hij kreeg les van zijn vader en van Pierre Rode. Zijn broer Franz Böhm (1788 – 1846), tevens de grootvader van moederskant van de wiskundige Georg Cantor, was een bekend violist en solist in het Russische rijk.
Hij maakte zijn debuut in Wenen in 1816 met werk van Rodolphe Kreutzer en Franz Weiss. Hij maakte tournees naar Italië, Duitsland en Frankrijk. Op 1 juni 1819 werd hij benoemd tot viooldocent aan het Weens Conservatorium. Hij was er docent van 1819 tot 1848. Tot zijn leerlingen behoorden Jenő Hubay, Joseph Joachim, Edouard Reményi, Heinrich Wilhelm Ernst, Jakob Dont, Georg Hellmesberger senior, Jakob Grün en Sigismund Bachrich.
Hij was actief in de kamermuziek. In 1816 organiseerde hij concerten gewijd aan de strijkkwartetten van Ludwig van Beethoven en Joseph Haydn. Hij werkte samen met Carl Maria von Bocklet. In 1821 speelde hij in een strijkkwartet met medeviolist Karl Holz, altist Franz Weiss en cellist Joseph Linke. Hij werkte samen met Ludwig van Beethoven, onder andere als lid van het kwartet dat zijn 12e strijkkwartet. Hij overleed in Wenen